# بخش هاوری
بخش هاوری (به انگلیسی: Haveri district) یک بخش در هند است که در کارناتاکا واقع شده‌است.

## خصوصیات
بخش هاوری ۱٬۴۶۷٬۰۰۰ نفر جمعیت دارد.